# Авъл Корнелий Палма Фронтониан
Авъл Корнелий Палма Фронтониан (на латински: Aulus Cornelius Palma Frontonianus; † 117) е военен и сенатор на Римската империя през края на 1 век и началото на 2 век по времето на император Траян.
През 99 г. Палма Фронтониан е редовен консул заедно с Квинт Сосий Сенецион.
От 99/100 до 101/102 г. Палма е консулски легат в провинция Близка Испания и от 104/105 до 108 г. в Сирия. От там завладява от 105 до 106 части от Арабия, които след това стават преторска провинция. За военните си успехи е награден с триумф и бронзова статуя на Августовия форум. През 109 г. е за втори път консул. Колега му е Публий Калвизий Тул Рузон. Към края на живота на Траян се усъмняват в Палма, че се стреми за императорската власт. След смъртта на Траян той е екзекутиран още в първите месеци на управлението на Адриан по сенатско решение. Не са известни причините за това.